# Assedio di Gaeta (1707)
L'assedio di Gaeta del 1707 (noto anche come Presa di Gaeta del 1707) ebbe luogo nel corso della guerra di successione spagnola.
Dopo tre mesi di assedio, l'esercito imperiale al comando di Wirich Philipp von Daun, il 30 settembre 1707, riuscì a entrare trionfalmente nella città di Gaeta, distruggendo completamente le fortificazioni storiche della città e catturando il viceré Juan Manuel Fernández Pacheco. Apertasi la strada da Gaeta, in breve tempo le armate imperiali presero Napoli conquistando il suo regno ed annettendolo ai possedimenti della monarchia asburgica, privando così Filippo V di Spagna dei suoi possedimenti italiani, confermando l'imperatore Giuseppe I come il più influente governante della penisola.
La situazione muterà dopo una ventina d'anni quando i possedimenti del regno di Napoli torneranno ai Borbone.
Per l'occasione, il compositore belga Jacques de Saint-Luc, realizzò una composizione dedicata ai vincitori dell'assedio.